# کنستانتین پیرون
 کنستانتین پیرون (انگلیسی: Constantin Piron؛ زاده ۱۹۳۲ درگذشته ۹ مه ۲۰۱۲) یک فیزیک‌دان اهل بلژیک بود.